# Dactylolabis aberrans
Dactylolabis aberrans là một loài ruồi trong họ Limoniidae. Chúng phân bố ở miền Cổ bắc.